# James H. Clark
James H. Clark o Jim Clark (Texas, 23 de març de 1944) és un científic i empresari estatunidenc, ha fundat diverses empreses notables a Silicon Valley, en particular la societat Silicon Graphics, Netscape Comunicacions (amb Marc Andreessen), myCFO i Healtheon. Té també una passió per a la vela, i és el propietari de diversos velers de cursa.

## Biografia
Després d'haver obtingut el doctorat en informàtica a la universitat d' Utah, va treballar com a ajudant a la universitat de Califòrnia a Santa Cruz de 1974 a 1978, i va ser professor a la Universitat Stanford de 1979 a 1982. Les seves investigacions tracten sobre la pantalla gràfica i el tractament d'imatges digitals.
L'any 1982 funda la societat Silicon Graphics amb alguns col·legues i estudiants, i concep estacions de treball especialitzades en tractament gràfic.
Mentre treballava amb NCSA Mosaic l'any 1993, realitza el desenvolupament de Mosaic, el primer navegador per al Web. La seva retrobada amb Marc Andreessen portaria a la fundació de Netscape. Amb una inversió inicial de 5 milions de dòlars, el fort creixement d'Internet li reporta llavors més de 2 mil milions de dòlars. Llançant Netscape 1.0 el 15 de desembre de 1994, pensava crear una empresa, però va contribuït de fet a obrir l'accés al ciberespai.
L'any 1996, funda una start-up, Healtheon, i l'any 1999 llança myCFO, una societat de gestió de fortunes.
Forma part del WWF, i posseeix diversos velers, dels quals Athena, un iot de 90 m. Té dos fills, i la seva filla Kathy s'ha casat amb Chad Hurley, cofundador de YouTube.

## Obres
- Clark, Jim, i Owen Edwards, Netscape Time: The Making of the Bilion-Dolar Start-Up That Took On Microsoft, Nova York: St. Martin's Press, 1999.[9]